# Gaukås Station
Gaukås Station (Gaukås stasjon) var en jernbanestation på Treungenbanen, der lå i Nissedal kommune i Norge. Stationen blev åbnet sammen med banen 14. december 1913 under navnet Gaukaas, men stavemåden blev ændret til Gaukås i april 1921. Stationen blev nedgraderet til holdeplads 1. september 1914 og til trinbræt 15. maj 1928. I 1946 blev banen ombygget fra smalspor til normalspor. Trafikken på den blev indstillet 1. oktober 1967, og i 1970 blev sporene taget op.
Stationsbygningen, der ligesom de andre på strækningen blev tegnet af Ivar Næss, stod færdig året efter åbningen. Bygningen blev totalskadet i en brand 1. august 2008. Den var dog ubeboet på det tidspunkt som følge af en konflikt mellem ejeren og et nærliggende affaldsdepot. Der står fortsat et vandtårn langs traceen gennem skoven øst for Riksvei 41.